# ラミゼート
ラミゼート（伊: Ramiseto）は、イタリア共和国エミリア＝ロマーニャ州レッジョ・エミリア県ヴェンタッソにある分離集落（フラツィオーネ）。
かつては独立した自治体（コムーネ）であったが、2016年1月1日、ブザーナ、コッラーニャ、リゴンキオと合併し、新自治体の一部となった。

## 地理

### 位置・広がり

#### 隣接コムーネ
コムーネとしてのラミゼートは、以下のコムーネと隣接していた。括弧内のMSはマッサ＝カッラーラ県、PRはパルマ県所属を示す。
- ブザーナ
- カステルノーヴォ・ネ・モンティ
- コッラーニャ
- コマーノ (MS)
- モンキオ・デッレ・コルティ (PR)
- パランツァーノ (PR)
- ヴェット